# Карлос Мораторіо
Карлос Мораторіо (ісп. Carlos Moratorio, 10 листопада 1929 — 7 березня 2010) — аргентинський вершник.
Срібний призер Олімпійських Ігор 1964 року в індивідуальному триборстві, учасник 1960, 1968 років.
Бронзовий призер Панамериканських ігор 1963 року в індивідуальному триборстві.
Чемпіон світу з кінного триборства 1966 року в індивідуальному триборстві, срібний призер 1966 року в командному триборстві.